# Roger Vanmeerbeek
Roger Vanmeerbeek (* um 1940) ist ein belgischer Badmintonspieler. Er ist der Vater des Golfprofis Michel Vanmeerbeek.

## Karriere
Roger Vanmeerbeek gewann 1964 seinen ersten nationalen Titel in Belgien. 15 weitere Titelgewinne folgten bis 1975. 1969 gewann er bei den Swiss Open die Mixed-Konkurrenz. Bei der Mitteleuropameisterschaft 1972 wurde er Zweiter mit dem belgischen Team.

## Sportliche Erfolge
| Saison    | Veranstaltung                  | Disziplin    | Platz | Name                             |
| --------- | ------------------------------ | ------------ | ----- | -------------------------------- |
| 1963/1964 | Belgien: Einzelmeisterschaften | Herrendoppel | 1     | Roger Vanmeerbeek / Herman Moens |
| 1964/1965 | Belgien: Einzelmeisterschaften | Herrendoppel | 1     | Roger Vanmeerbeek / Herman Moens |
| 1965/1966 | Belgien: Einzelmeisterschaften | Herrendoppel | 1     | Roger Vanmeerbeek / Herman Moens |
| 1965/1966 | Belgien: Einzelmeisterschaften | Herreneinzel | 1     | Roger Vanmeerbeek                |
| 1966/1967 | Belgien: Einzelmeisterschaften | Herrendoppel | 1     | Roger Vanmeerbeek / Herman Moens |
| 1966/1967 | Belgien: Einzelmeisterschaften | Herreneinzel | 1     | Roger Vanmeerbeek                |
| 1967/1968 | Belgien: Einzelmeisterschaften | Herrendoppel | 1     | Roger Vanmeerbeek / Herman Moens |
| 1968/1969 | Belgien: Einzelmeisterschaften | Herreneinzel | 1     | Roger Vanmeerbeek                |
| 1968/1969 | Belgien: Einzelmeisterschaften | Herrendoppel | 1     | Roger Vanmeerbeek / Herman Moens |
| 1969      | Swiss Open                     | Mixed        | 1     | Roger Vanmeerbeek / June Jacques |
| 1969/1970 | Belgien: Einzelmeisterschaften | Mixed        | 1     | Roger Vanmeerbeek / June Jacques |
| 1969/1970 | Belgien: Einzelmeisterschaften | Herrendoppel | 1     | Roger Vanmeerbeek / Herman Moens |
| 1970/1971 | Belgien: Einzelmeisterschaften | Herrendoppel | 1     | Roger Vanmeerbeek / Herman Moens |
| 1971/1972 | Belgien: Einzelmeisterschaften | Herrendoppel | 1     | Roger Vanmeerbeek / Herman Moens |
| 1972/1973 | Belgien: Einzelmeisterschaften | Herrendoppel | 1     | Roger Vanmeerbeek / Herman Moens |
| 1973/1974 | Belgien: Einzelmeisterschaften | Herrendoppel | 1     | Roger Vanmeerbeek / Herman Moens |
| 1974/1975 | Belgien: Einzelmeisterschaften | Herrendoppel | 1     | Roger Vanmeerbeek / Herman Moens |

## Referenzen
- belgian-badminton.be (PDF-Datei; 40 kB)

| Personendaten    | Personendaten               |
| ---------------- | --------------------------- |
| NAME             | Vanmeerbeek, Roger          |
| KURZBESCHREIBUNG | belgischer Badmintonspieler |
| GEBURTSDATUM     | um 1940                     |